# شون باورز
شون باورز (بالإنجليزية: Sean Bowers)‏ (12 أغسطس 1968 في الولايات المتحدة - ) هو مدرب كرة قدم ولاعب كرة الصالات ‏ ولاعب كرة قدم أمريكي في مركز الدفاع. لعب مع سبورتينغ كانساس سيتي ونادي غوادالاخارا (نادي كرة قدم) وAnaheim Splash ‏ وBaltimore Blast ‏ وDetroit Rockers ‏ وSacramento Knights ‏ وSan Diego Sockers (2009) ‏.

## وصلات خارجية
- شون باورز على موقع الدوري الأمريكي (الإنجليزية)
- شون باورز على موقع قاعدة بيانات كرة القدم.إي يو (الإنجليزية)